# توماس کوک (ارل اول لستر)
توماس کوک (به انگلیسی: Thomas Coke, 1st Earl of Leicester) (۱۷ ژوئن ۱۶۹۷–۲۰ آوریل ۱۷۵۹) زمین‌دار، سیاستمدار، و حامی هنر اهل پادشاهی انگلستان بود. وی به ویژه برای سفارش طراحی و ساخت تالار هولکهم در شمال نورفک مشهور است. بین سالهای ۱۷۲۲ و ۱۷۲۸، وی یکی از دو نماینده نورفک در پارلمان بود. در سال ۱۷۴۴ با ایجاد مجدد عنوان تاریخی ارل لستر توسط جرج دوم، این عنوان به توماس کوک اعطا شد.
کدکس لستر از روی اسم او نام‌گذاری شده‌است.
وی همچنین برندهٔ جوایزی همچون همکار انجمن سلطنتی و نشان حمام شده‌است.